# Йосупень
Йосупень, Йосупені (рум. Iosupeni) — село у повіті Ясси в Румунії. Входить до складу комуни Котнарі.
Село розташоване на відстані 330 км на північ від Бухареста, 48 км на північний захід від Ясс.

## Населення
За даними перепису населення 2002 року у селі проживали 178 осіб, усі — румуни. Усі жителі села рідною мовою назвали румунську.